# Острів Тікубу
О́стрів Тіку́бу або Тікубусі́ма (яп. 竹生島, ちくぶしま МФА: [t͡ɕi̥kubu ɕima]) — острів в Японії, у озері Біва. Належить місту Наґахама у префектурі Сіґа. Зарахований до 8 найпрекрасніших краєвидів озера Біва. Берегова лінія острова становить близько 2 км, площа — 140 м, а висота над рівнем озера — 197 м. В геологічній будові острова переважає граніт. У середньовіччі використовувався сусідніми володарями як місце заслання непокірних.